# Nadzór nad samorządem terytorialnym w Polsce
Nadzór nad samorządem terytorialnym w Polsce – polega na kontroli oraz wpływaniu na działalność jednostek samorządu terytorialnego w Polsce.

## Istota nadzoru
Instytucje sprawujące nadzór mogą wkraczać w działalność podmiotów kontrolowanych, m.in. pociągać do odpowiedzialności, nakazywać naprawienia uchybień, nakładać kary dyscyplinarne w przypadku niewykonania nakazów. Nadzór nad samorządem terytorialnym pełnią jednostki zewnętrzne. Rozdział VII Konstytucji Rzeczypospolitej Polskiej z 2 kwietnia 1997 r. obejmuje kwestie związane z samorządem terytorialnym. Według art. 163 Konstytucji samorząd terytorialny wykonuje zadania publiczne niezastrzeżone przez konstytucję lub ustawy dla organów innych władz publicznych. Pojęcie nadzoru obejmuje środki kontroli oraz środki korygujące działalność jednostek nadzorowanych. Środki władcze można stosować tylko w takim zakresie, w jakim przewiduje to ustawa. Istnieje możliwość odwołania się od rozstrzygnięć nadzorczych do wojewódzkich sądów administracyjnych.

## Podmioty nadzorowane
- związki komunalne
- jednostki pomocnicze gmin
- gminy, powiaty, województwa
- inne podmioty kontrolowane

## Przedmiot nadzoru
- decyzje
- uchwały i zarządzenia
- spory kompetencyjne
- czynności prawa prywatnego
- polecenia wójta lub starosty do straży i inspekcji

## Sposób regulacji nadzoru
Przepisy dotyczące sposobu nadzoru zawarte są w trzech ustawach:
- rozdział 10 ustawy z 8.03.1990 r. o samorządzie gminnym,
- rozdział 7 ustawy z 5.06.1998 r. o samorządzie wojewódzkim
- rozdział 8 ustawy z 5.06.1998 r. o samorządzie województwa.

Rozwinięciem postanowień ustawy samorządowej z 08.03.1990 r. o nadzorze są przepisy ustawy z dnia 7.10.1992 r. o regionalnych izbach obrachunkowych (Dz.U. z 2025 r. poz. 7).

## Organy nadzoru
- Prezes Rady Ministrów
- wojewodowie
- regionalne izby obrachunkowe

Sejm RP również sprawuje funkcje nadzoru. Nie został on nazwany organem nadzoru.

## Nadzór nad organami pomocniczymi gminy
Nadzór nad organami pomocniczymi gminy sprawuje:
- rada
- wójt
- burmistrz
- prezydent miasta.

Art. 35 ust. 3 pkt 5 ustawy o samorządzie gminnym stanowi, że statut jednostki pomocniczej zawiera zakres i formy kontroli oraz nadzoru organów gminy nad działalnością organów jednostki pomocniczej.
Wskazanie w statucie jednostki pomocniczej gminy elementów określonych w art. 35 ust. 3 pkt 1-5 usg, a więc również określenie zakresu zadań przekazywanych jednostce przez gminę oraz sposób ich realizacji, ma charakter obligatoryjny. Zasady związane z nadzorem i kontrolą nad jednostkami pomocniczymi powinny zostać zawarte w statucie jednostki pomocniczej. Nadzór nad działalnością jednostek pomocniczych wykonują organy gminy. Wojewodowie i regionalne izby obrachunkowe to organy nadzoru bieżącego, natomiast Prezes Rady Ministrów to nadzwyczajny organ nadzoru.

## Środki nadzoru
Organy nadzoru mogą wkraczać w działalność samorządową tylko w wypadkach określonych ustawami. W ramach nadzoru można stosować tylko te środki, które przewidują ustawy.
| Klasyfikacja środków nadzoru | Charakterystyka |
| ---------------------------- | --- |
| Środek informacyjny          | Stanowi najłagodniejszy środek nadzoru. Mobilizuje do poprawy lub usunięcia zaistniałych aberracji. Zmniejsza konieczność stosowania środków represyjnych. Zasadniczym środkiem informacyjnym jest prawo organów nadzoru do uzyskania informacji i danych na temat funkcjonowania określonej jednostki samorządu terytorialnego. |
| Środek korygujący            | Uzależnia ważność rozstrzygnięcia organu jednostki samorządu terytorialnego od zatwierdzenia, uzgodnienia, zaopiniowania przez inny organ. |
| Środek personalny            | Skierowany do składu osobowego organów samorządowych, związku z nieakceptowalną działalnością tych organów. |

Zawieszenie jednostki takiej jak rada gminy, wójta, burmistrza lub prezydenta miasta; rady powiatu i zarządu powiatu; sejmiku województwa i zarządu województwa może nastąpić tylko z określonych ustawowo powodów. Zawieszenie organów polega na tym, że jednostka nie może przez pewien czas wykonywać swoich ustawowych zadań. Przed zastosowaniem tego środka nadzoru należy przedstawić organom zarzuty i wezwać do niezwłocznej poprawy sytuacji. Kompetencje związane z zawieszeniem organów posiada Prezes Rady Ministrów. Zawieszenie organów nie oznacza tego, że zostają one rozwiązane. Istnieją one nadal. Działania komisarza rządowego ogranicza się maksymalnie na okres dwóch lat.